# Anabarhynchus tener
Anabarhynchus tener är en tvåvingeart som beskrevs av Lyneborg 2001. Anabarhynchus tener ingår i släktet Anabarhynchus och familjen stilettflugor. Inga underarter finns listade i Catalogue of Life.